# Georg Estler

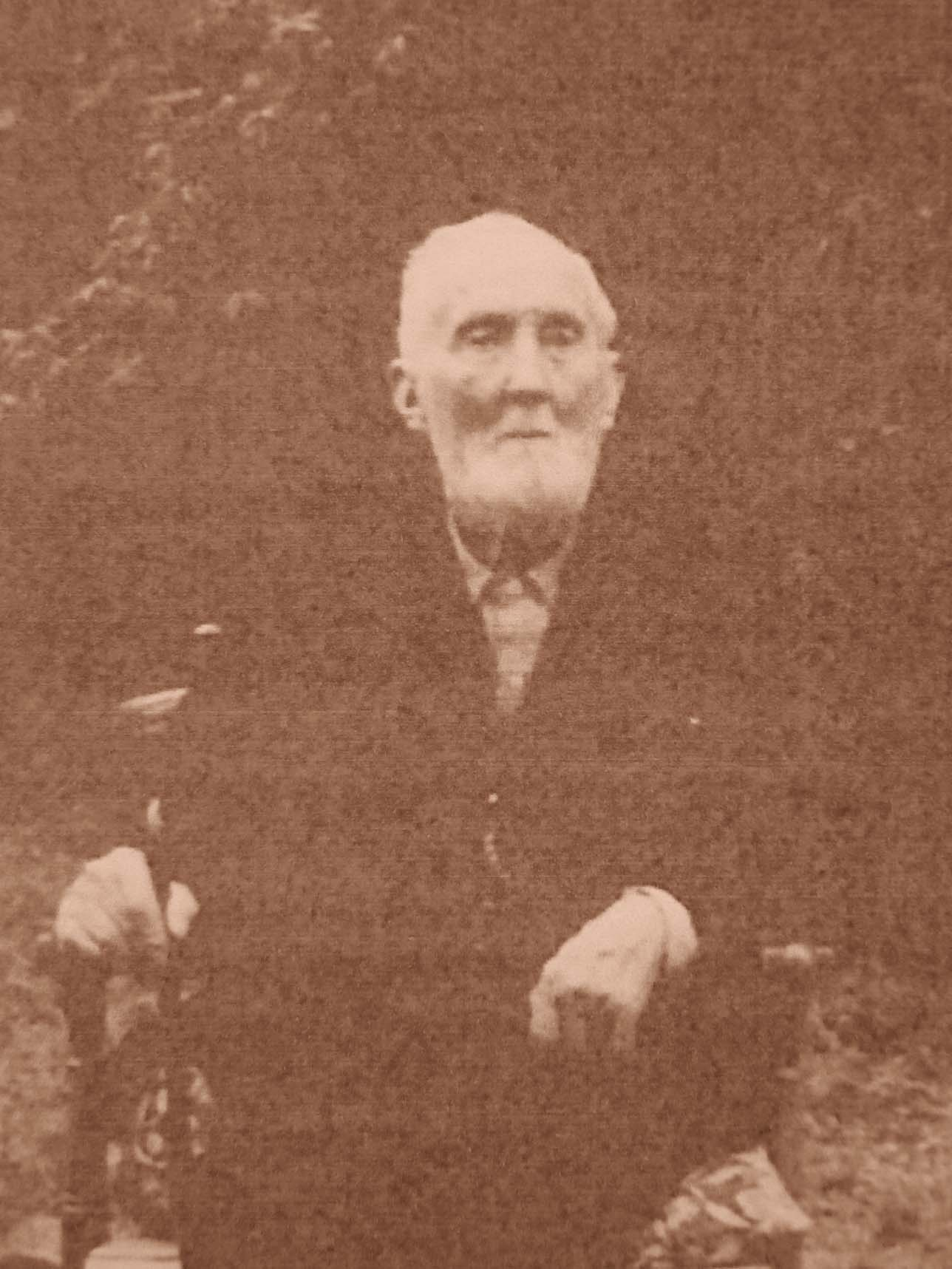
Georg Estler im Garten in Klotzsche

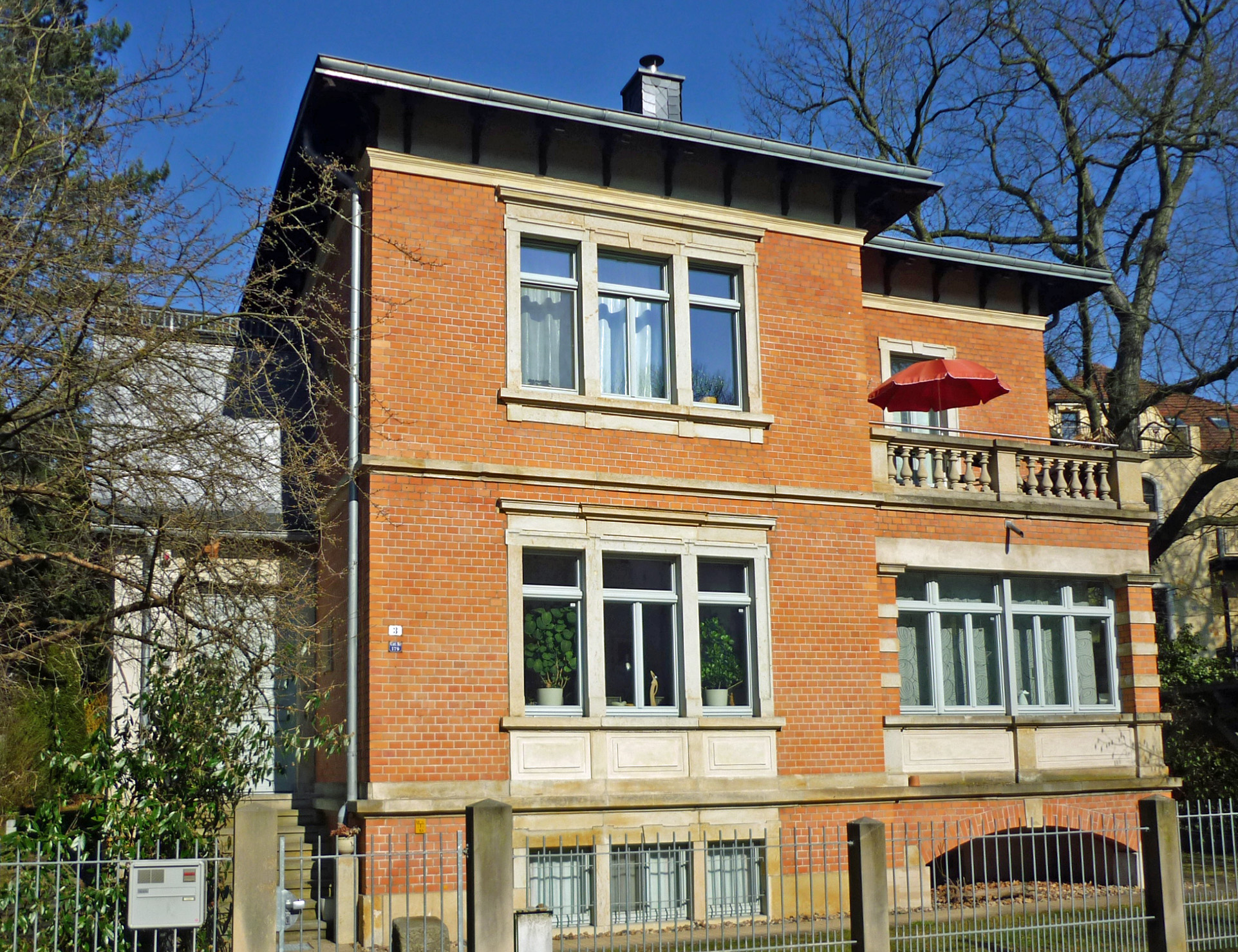
Wohnhaus des Malers in Klotzsche

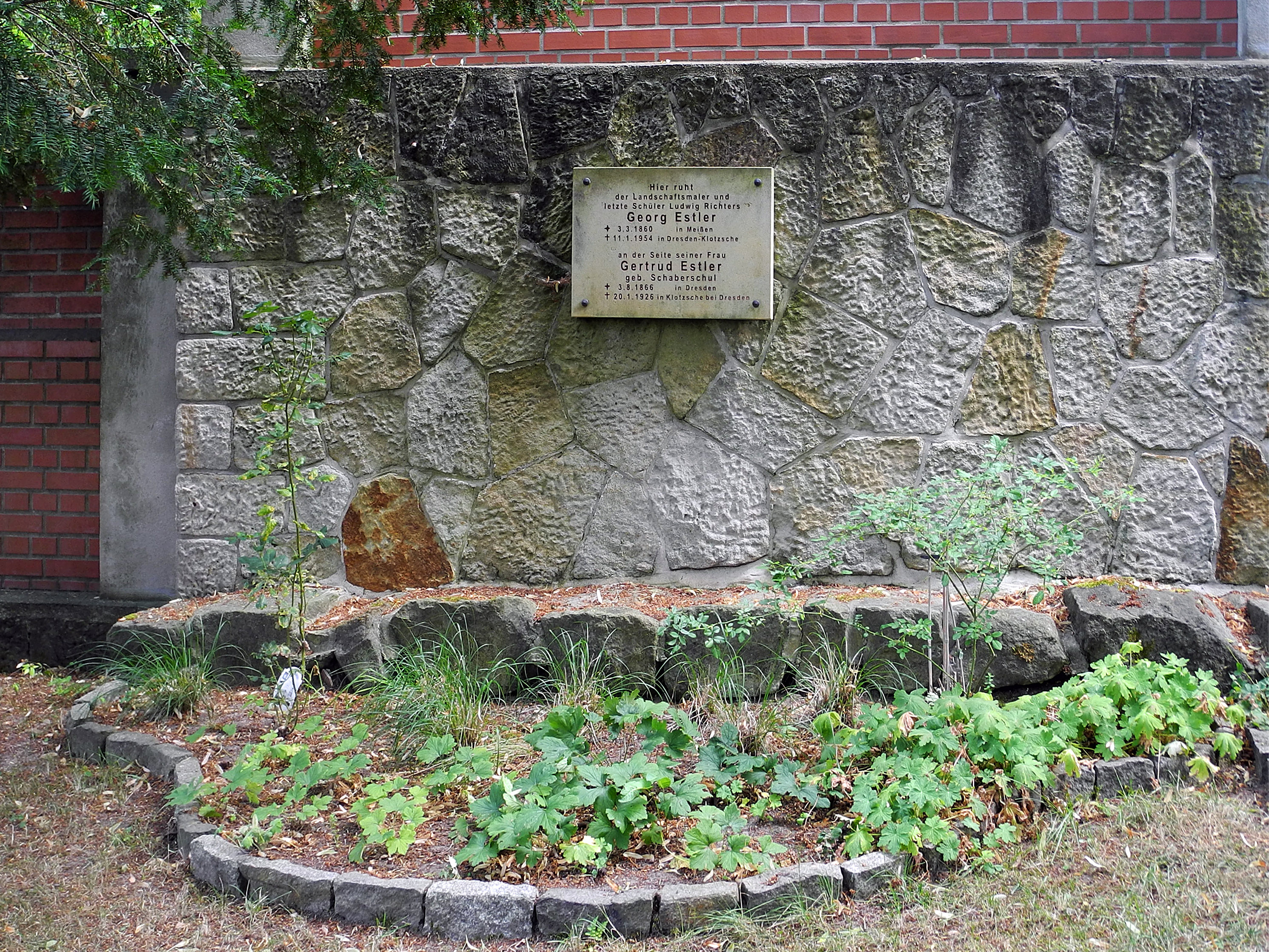
Ehemalige Grabstätte von Georg und Gertrud Estler auf dem Alten Friedhof in Dresden-Klotzsche

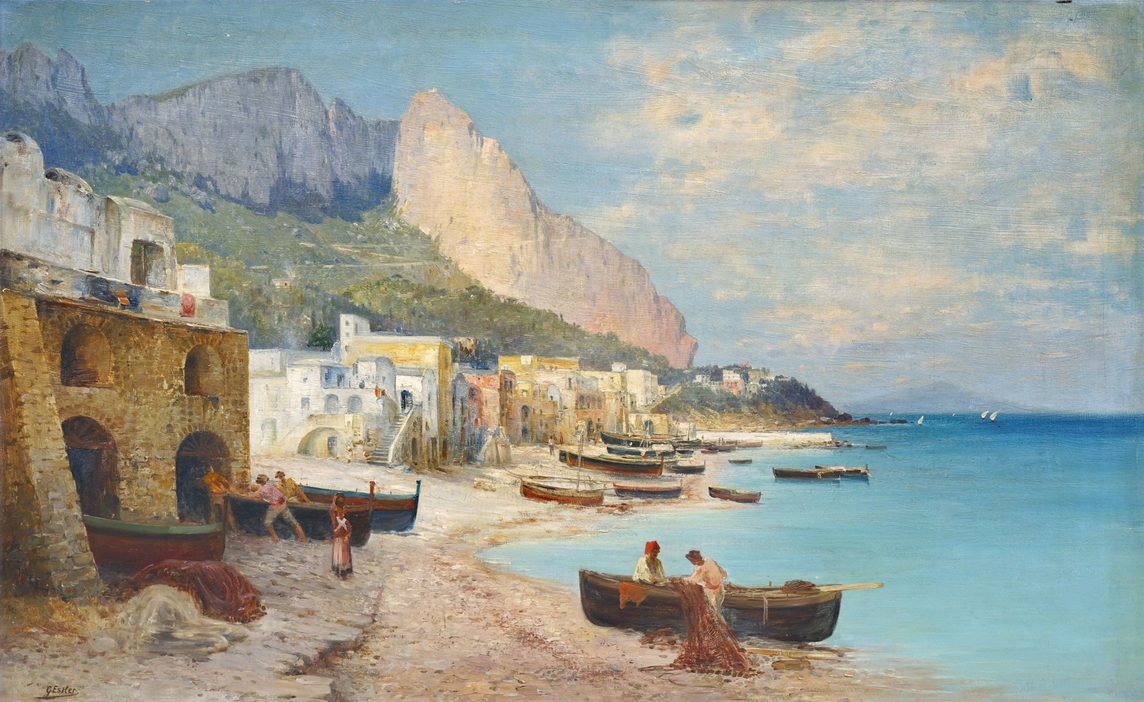
Die große Marine auf Capri (1884)

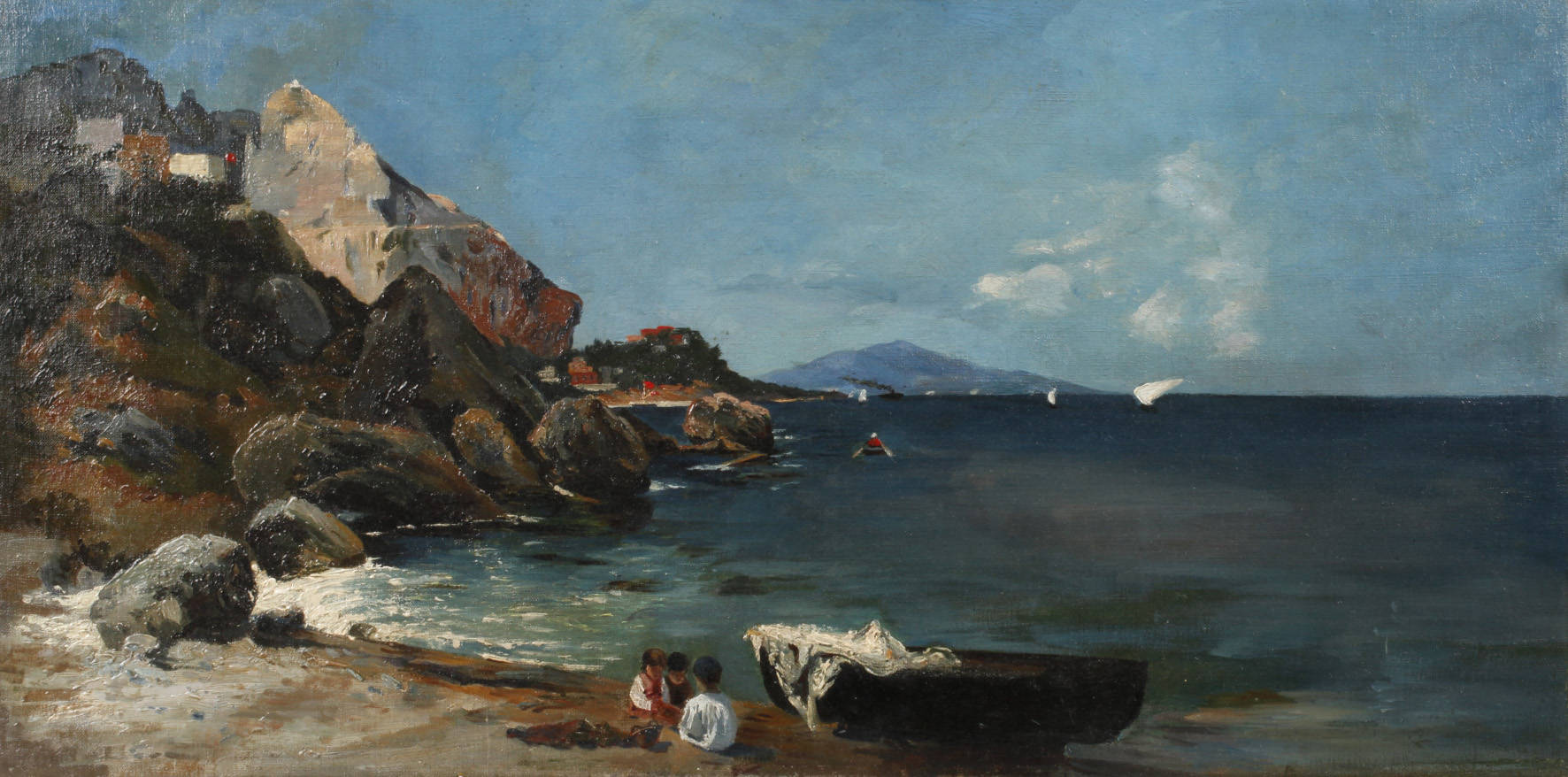
An der Steilküste von Capri (etwa 1884)

Georg Gustav Estler (* 3. März 1860 in Meißen; † 1. November 1954 in Dresden) war ein deutscher Landschaftsmaler und Zeichner. Er wird auch als „letzter Schüler Ludwig Richters“ bezeichnet, weil er alle andern Meisterschüler Richters überlebt hat.

## Leben und Wirken
Georg Estler wurde als Sohn eines Konditors und einer Lebensmittelhändlerin in Meißen geboren. Seine Familie zog in den 1860er Jahren von Meißen nach Dresden, wo er eine Bürgerschule besuchte, in der sein malerisches Talent erkannt wurde. Er sollte daher Porzellanmaler in Meißen werden, zumal auch ein Großonkel und zwei Onkel als Maler in der Porzellanmanufaktur Meißen tätig waren. Da diese Pläne scheiterten, erhielt Estler zunächst Privatunterricht bei einem Meißner Maler.
Im Herbst 1874 trat er mit nur 14 Jahren in die Dresdner Kunstakademie ein. Er zeichnete nach Vorlageblättern und Gips-Büsten zunächst bei den Professoren Kriebel, Schönherr und Bary, danach malte er Köpfe und Menschen bei Professor Ehrhardt. Im Herbst 1877 trat er in das Landschaftsatelier von Ludwig Richter ein. Von 1879 bis 1881 war er Schüler des Historienmalers Julius Hübner. Im Sommer 1881 gehörte Estler für zwei Jahre dem Meisteratelier des Landschaftsmalers Friedrich Preller des Jüngeren, dem Nachfolger Ludwig Richters, an. Preller nahm Estler für zwei Sommer mit in die Rhön.
Durch den Erhalt des großen Akademischen Reisestipendiums konnte Georg Estler 1883/1884 nach Italien reisen, wo er Rom, Tivoli, Olevano und Capri besuchte.
Nach seiner Rückkehr nach Dresden verdiente er seinen Lebensunterhalt mit Malunterricht. Von 1887 bis 1889 weilte er erneut in Italien und malte in Tivoli, Subiaco und Olevano. Seine Malausflüge führten ihn aber auch in die Dresdner Umgebung, nach Böhmen (Salesel) und in den Spreewald. Hauptsächlich schuf er in dieser Zeit Landschaftsaquarelle.
Im Jahre 1889 heiratete er Gertrud Schaberschul (1866–1926), die Tochter des Dekorationsmalers Wilhelm Andreas Schaberschul (1830–1903). Aus der Ehe gingen vier Kinder hervor. Auch Georg Estlers Bruder Richard war Maler, er wirkte als Professor an der Kunstschule in Hanau.
Um 1892 schloss sich Estler mit weiteren Dresdner Künstlern zum Malerkreis „Künstlerkolonie Goppeln“ zusammen, der sich der impressionistischen Freilichtmalerei verschrieben hatte. Zur „Goppelner Gruppe“ gehörten die Maler Otto Altenkirch, Carl Bantzer, Paul Baum, Wilhelm Claudius, Ernst Ludwig Kirchner, Gotthardt Kuehl, C. W. Müller, Georg Müller-Breslau, Max Pechstein, Hermann Prell, Wilhelm Georg Ritter, Sascha Schneider, Julius Scholtz, Robert Sterl, Hans Unger, der Porträtmaler Konrad Böhringer und der Tiermaler Karl Hanns Taeger.
Im Jahr 1894 ging Estler erneut nach Italien und nach Dalmatien. Danach richtete er ein Schüleratelier in Dresden auf der Ostbahnstraße ein, wo er in 30 Jahren etwa 600 Mal-Schüler und -Schülerinnen hatte. Georg Estler arbeitete auch als Zeichner. Einige seiner Zeichnungen wurden 1925 als Vorlagen in dem Übungsbuch Anleitung zu Skizzierübungen veröffentlicht. Außerdem schuf er Landschaftshintergründe, -kulissen und -soffitten zu Theaterstücken.
Ab 1909 wohnte der Künstler in einem Landhaus auf der Carolastraße 3 in Klotzsche bei Dresden. Im Jahr 1927 schloss er seine Dresdner Malschule. Er blieb rüstig bis ins hohe Alter, allerdings trübte ein Augenleiden den Lebensabend des Künstlers. Seit 1993 erinnert die Georg-Estler-Straße in Dresden-Klotzsche an diesen Künstler. Eine Tafel erinnert an seine Grabstätte auf dem Alten Friedhof Klotzsche.

## Werke (Auswahl)
- Im Elbtal (Ölbild, 1879). Dieses Bild wurde als erstes Werk Estlers vom Sächsischen Kunstverein erworben
- Albrechtsburg Meißen (1881)
- Elblandschaft in der Sächsischen Schweiz
- Zschachwitz bei Dresden
- Rhönlandschaft (1882)
- Der Wilderer (1883). Für dieses Bild erhielt Georg Estler das große Akademische Reisestipendium.
- Verona, Piazza d’erbe (1883)
- Verona, Piazza d’erbe, Alte Marktfrau (1883)
- Fronleichnamsaltar, Dürnstein/Donau
- Ragusa, Dalmatien (heute Dubrovnik)
- Ragusa, Dalmatien, Straßenszene
- Abend an der großen Marina auf Capri
- Capri, Blick von der Küste auf die Faraglioni[2]
- Heidelandschaft
- Alte Schmiede in der Ramsau bei Berchtesgaden
- Winterlandschaft[3]
- Alter Bergsturz (1894)
- Morgen im Elbtal bei Posta/Pirna (um 1900)
- Im sonnigen Süden (um 1920)